# Lorichs
Lorichs är en svensk adelsätt med tyskt ursprung, introducerad på riddarhuset 1803 som ätt 2172. 

## Historia
Släkten härstammar från Thomas Lorck (1450/60-1530), som 1511 var stadsfogde och 1518 rådman i Flensburg. Hans son Melchior Lorck var verksam som välkänd målare och kopparstickare i Europa (se The British Museum, samlingar) och fick 1564 tillsammans med sina bröder Jasper, Baltzer och Anders sitt adelskap bekräftat och vapnet förbättrat. Anders Lorck fick möta sitt öde i Stockholm, där han halshöggs.
Baltzer Lorck som var köpman i Flensburg blev far till rådmannen i Köpenhamn, Thomas Loricke (1569-1634) som bedrev handel på Island, Grönland och norra Ryssland. Thomas Lorickes son Hans Lorich (död 1634) blev köpman i Malmö och far till rådmannen Baltzer Lorich (1634-1694), vilken i sin tur blev far till Johan Lorich (1665-1726), som var borgmästare i Malmö och stadens riksdagsman. En bror till Johan Lorich var Sören Lorich, som var tullkontrollant i Malmö och stamfar för en gren handlare i Karlshamn. Till denna släkt hörde Carl Lorich (1787-1817) som var medicine doktor i Lund. 
En annan son till den ovan nämnde rådmannen Baltzer Lorich (1634-1694) i Malmö, är Peder Lorich (1656-1717) också rådman, som genom giftermål med Anna Helena Faxe (1663-1703), (dotter till Jörgen Jensen Faxe (1614-1680) prost, fick dottern Martha Lorich. Martha Lorich, g. med David Håkansson Bager i Malmö. Dessa fick sonen Haqvin Bager (1711-1782), en välkänd historisk Malmö profil, handelsman, uppfinnare och nationalekonomisk författare. Haqvin Bager var ägare av  Bagerska gården i S:t Gertrud kvarteret på Östergatan i Malmö som hade varit i familjen Bagers ägo sedan 1700-talet och den största av S:t Gertruds tre välkända gårdar i Gamla Staden i Malmö. Ovan nämnde rådmannen Peder Lorich fick även dottern Elna Helena Lorich, syster till Martha Lorich. Elna Helena Lorich g. med Jacob Tomasson Jyde (1649-1716), rådman och skeppsredare i Malmö och son till den förmögne skeppsredaren och rådmannen Tomas Jyde (1619-1702), son till tullskrivaren Niels Jacobsen Malmoe  (1582-1644). De fick sonen Jörgen Jacobsson Malmros, stamfader till den kända skånska släkten Malmros i Malmö.
Sören och Johan Lorichs bror Petrus Lorich (1656-1717) blev kyrkoherde i Svedala socken, var farfar till kyrkoherden och häradsprosten i Osby och Hjärtsås Hans Peter Lorich (1712-1798), vilken i sin tur blev far till krigskommissarien Nils Lorich (1742-1823), vilken 1812 erhöll avsked med landshövdings titel. Nils Lorich skaffade en kopia på det ur släkten förkomna adelsbrevet från 1564 och blev tillsammans med sina halvbröder 1772 erkända som adelsmän. 1801 naturaliserades han som svensk adelsman med den stavning som förekom i adelsbrevet, Lorichs.
Nils Lorich var far till Carl Fredrik Lorichs och Per Daniel Lorichs. Ingen av dessa fick några söner och på manssidan utslocknade denna gren med Per Daniel Lorichs 1853. 1802 adopterades även Nils Lorichs svåger handelsmannen Fredric Otto Hassel (1752-1824) på ättens namn och nummer. Han blev anfader till den Hasselska grenen av adelssläkten Lorichs genom sina söner Ludvig, Otto Fredrik och Gustaf Daniel Lorichs.

## Övriga kända medlemmar av släkten
- Melchior Lorck[1]  (tidigare stavning av Lorichs namn) (1527–1583), gravör, målare. (Se, The British Museum[2], samlingar)
- Fredrik Natanael Lorichs (1815–1885), militär
- Ludvig Lorichs (1867–1940), brukspatron och riksdagsman
- Signe Ehrenborg-Lorichs (1889–1979), konstnär
- Hjalmar Lorichs (1894–1969), militär och fotbollsspelare
- Ludvig Lorichs (1902–1992), ämbetsman
- Nils Lorichs (1905–1989), jurist
- Erik Lorichs (1906–1987), militär